# Хольцер, Маргарет
Ма́ргарет Джо́сефин Хо́льцер (англ. Margaret Josephine Hoelzer; род. 30 марта 1983 года, Хантсвилл, Алабама) — американская пловчиха. Специализировалась в плавании на спине и на 200 метров вольным стилем в эстафете.
Дебютировала в составе сборной страны на чемпионате мира 2003 года. Она участвовала в своих первых Олимпийских играх в 2004 году и стала пятой в соревнованиях на 200 м на спине.
Она тренируется в Обернском университете.